# Libythea
Libythea is een geslacht van vlinders uit de familie van de Nymphalidae, onderfamilie Libytheinae. 
Libythea werd voor het eerst wetenschappelijk beschreven door Fabricius in 1833. De soorten uit dit geslacht gebruiken gewoonlijk soorten Celtis als waardplanten.

## Soorten
Het geslacht Libythea omvat de volgende soorten:
- Libythea ancoata Grose-Smith, 1891
- Libythea celtis (Fuessly, 1782)
- Libythea collenettei Poulton & Riley, 1928
- Libythea cinyras Trimen, 1866 (mogelijk uitgestorven)
- Libythea geoffroy Godart, 1824
- Libythea labdaca Westwood, 1851
- Libythea laius Trimen, 1879
- Libythea lepita (Moore, 1857)
- Libythea myrrha Godart, 1819
- Libythea narina Godart, 1819
- Libythea tsiandava Grose-Smith, 1891